# Plain Spoken
Plain Spoken è un album discografico in studio del cantautore statunitense John Mellencamp, pubblicato nel 2014. 

## Tracce
Tutte le tracce sono di John Mellencamp.
1. Troubled Man - 4:14
2. Sometimes There's God - 4:34
3. The Isolation of Mister - 5:35
4. The Company of Cowards - 3:52
5. Tears In Vain - 3:53
6. The Brass Ring - 5:37
7. Freedom Of Speech - 3:53
8. Blue Charlotte - 4:40
9. The Courtesy of Kings - 3:33
10. Lawless Times - 3:52